# Persone di nome Marcos
| Questa pagina contiene informazioni ricavate automaticamente dalle voci biografiche con l'ausilio del template Bio e di un bot. L'aggiornamento è periodico e automatico e ricostruisce completamente la pagina. Se manca una persona in questa lista, sei pregato di non aggiungerla, ma accertati piuttosto che la sua voce biografica contenga il template Bio e che i dati anagrafici siano correttamente compilati. Se il template Bio manca, inseriscilo tu stesso o, in alternativa, metti l'avviso {{tmp\|Bio}} che ne segnala la mancanza. Se i dati riportati sono sbagliati, correggi direttamente la voce biografica; le modifiche saranno visibili in questa lista entro pochi giorni. Per chiarimenti vedi il progetto antroponimi. La lista contiene solo le 214 persone che sono citate nell'enciclopedia e per le quali è stato implementato correttamente il template Bio. Pagina aggiornata al 22 giu 2025. |

Questa è una lista di persone presenti nell'enciclopedia che hanno il nome Marcos, suddivise per attività principale.

## Allenatori di calcio(6)
- Ignacio Ambríz, allenatore di calcio e ex calciatore messicano (Città del Messico, n. 1965)
- Marcos Calderón, allenatore di calcio peruviano (Lima, n. 1928 - Oceano Pacifico, † 1987)
- Marcos Locatelli, allenatore di calcio e calciatore argentino (Mar del Plata, n. 1939 - Genova, † 2010)
- Marcos Paquetá, allenatore di calcio e ex calciatore brasiliano (Rio de Janeiro, n. 1958)
- Marcos Mathías, allenatore di calcio e ex calciatore venezuelano (Maracay, n. 1970)
- Marquinhos Santos, allenatore di calcio brasiliano (Santos, n. 1979)

## Allenatori di calcio a 5(1)
- Marcos Sorato, allenatore di calcio a 5 e ex giocatore di calcio a 5 brasiliano (Criciúma, n. 1970)

## Allenatori di pallavolo(2)
- Marcos Liendo, allenatore di pallavolo e ex pallavolista venezuelano (Barinas, n. 1989)
- Marcos Milinković, allenatore di pallavolo e ex pallavolista argentino (San Martín, n. 1971)

## Allenatori di tennis(1)
- Marcos Ondruska, allenatore di tennis e ex tennista sudafricano (Bloemfontein, n. 1972)

## Arcivescovi cattolici(3)
- Marcos Gregorio McGrath, arcivescovo cattolico statunitense (Ancón, n. 1924 - Panama, † 2000)
- Marcos de Ostos, arcivescovo cattolico spagnolo (Écija, n. 1644 - Calvanico, † 1695)
- Marcos Aurelio Pérez Caicedo, arcivescovo cattolico ecuadoriano (Daule, n. 1967)

## Artisti marziali misti(1)
- Marcos Rogério de Lima, artista marziale misto brasiliano (Ribeirão Pires, n. 1985)

## Astronauti(2)
- Marcos Berríos, astronauta statunitense (Fort Campbell, n. 1984)
- Marcos Pontes, astronauta e politico brasiliano (Bauru, n. 1963)

## Attori(3)
- Marcos Caruso, attore, drammaturgo e regista brasiliano (San Paolo del Brasile, n. 1952)
- Marcos Palmeira, attore brasiliano (Rio de Janeiro, n. 1963)
- Marcos Winter, attore brasiliano (São Paulo, n. 1966)

## Avvocati(1)
- Marquinhos Trad, avvocato e politico brasiliano (Campo Grande, n. 1964)

## Cantanti(2)
- Marcos Llunas, cantante spagnolo (Madrid, n. 1971)
- Marcos Valle, cantante, compositore e arrangiatore brasiliano (Rio de Janeiro, n. 1943)

## Cestisti(9)
- Marc Bossy, cestista e allenatore di pallacanestro svizzero (n. 1920 - † 1987)
- Marcos Cabot, cestista uruguaiano (Montevideo, n. 1989)
- Marcos Delía, cestista argentino (Saladillo, n. 1992)
- Marcos Knight, cestista statunitense (Dublin, n. 1989)
- Marcos Louzada Silva, cestista brasiliano (Cachoeiro de Itapemirim, n. 1999)
- Marcos Antônio Abdalla Leite, ex cestista brasiliano (Rio de Janeiro, n. 1952)
- Marcos Mata, cestista argentino (Resistencia, n. 1986)
- Marcos Sánchez Carmona, cestista cileno (Santiago del Cile, n. 1924 - San Joaquín, † 2005)
- Marcos Suka-Umu, cestista spagnolo (Madrid, n. 1985)

## Chimici(1)
- Marcos Nogueira Eberlin, chimico brasiliano (Campinas, n. 1959)

## Chitarristi(2)
- Marcos Curiel, chitarrista statunitense (San Diego, n. 1974)
- Marcos Vinicius, chitarrista e compositore brasiliano (Congonhas, n. 1961)

## Ciclisti su strada(2)
- Marcos García Fernández, ex ciclista su strada spagnolo (San Martín de Valdeiglesias, n. 1986)
- Marcos Serrano, ex ciclista su strada spagnolo (Redondela, n. 1972)

## Compositori(2)
- Marcos Coelho Neto, compositore brasiliano (Vila Rica, n. 1763 - Vila Rica, † 1823)
- Marcos António Portugal, compositore portoghese (Lisbona, n. 1762 - Rio de Janeiro, † 1830)

## Direttori di coro(1)
- Marcos Pavan, direttore di coro brasiliano (San Paolo del Brasile, n. 1962)

## Dirigenti sportivi(2)
- Marcos Senna, dirigente sportivo e ex calciatore brasiliano (San Paolo, n. 1976)
- Marcos Tavares, dirigente sportivo e ex calciatore brasiliano (Porto Alegre, n. 1984)

## Esploratori(1)
- Marcos Farfán de los Godos, esploratore e scrittore spagnolo (Siviglia)

## Generali(1)
- José de Garro, generale spagnolo (Mondragón, n. 1623 - San Sebastián, † 1702)

## Giocatori di calcio a 5(3)
- Marcos Benítez, giocatore di calcio a 5 paraguaiano (Villa Hayes, n. 1985)
- Marcos Bernardi, ex giocatore di calcio a 5 brasiliano (n. 1974)
- Marcos da Silva Simpson, giocatore di calcio a 5 brasiliano (n. 1965)

## Giocatori di football americano(3)
- Marcos Delana, ex giocatore di football americano australiano
- Marcos Martiny, giocatore di football americano brasiliano
- Henrique Rocha, giocatore di football americano brasiliano

## Giuristi(1)
- Marcos Mauricio Córdoba, giurista e avvocato argentino (Buenos Aires, n. 1953)

## Lottatori(1)
- Marcos Santos, lottatore portoricano (n. 1989)

## Musicisti(2)
- Lorn, musicista e disc jockey statunitense (Normal, n. 1987)
- Marcos Coelho Neto, musicista brasiliano (Vila Rica - † 1806)

## Pianisti(1)
- Marcos Madrigal, pianista cubano (L'Avana)

## Piloti automobilistici(1)
- Marcos Ambrose, pilota automobilistico australiano (Launceston, n. 1976)

## Piloti motociclistici(2)
- Marcos Patronelli, pilota motociclistico argentino (Las Flores, n. 1980)
- Marcos Ramírez, pilota motociclistico spagnolo (Conil de la Frontera, n. 1997)

## Poeti(1)
- Marcos Ana, poeta spagnolo (Alconada, n. 1920 - Madrid, † 2016)

## Politici(4)
- Mark Cojuangco, politico e imprenditore filippino (Manila, n. 1957)
- Marcos Morínigo, politico paraguaiano (Quyquyhó, n. 1848 - Asunción, † 1901)
- Marcos Paz, politico argentino (San Miguel de Tucumán, n. 1813 - Buenos Aires, † 1868)
- Marcos Pérez Jiménez, politico e generale venezuelano (Michelena, n. 1914 - Madrid, † 2001)

## Pugili(1)
- Marcos Maidana, ex pugile argentino (Margarita, n. 1983)

## Registi(1)
- Marcos Siega, regista e produttore televisivo statunitense (New York, n. 1969)

## Rugbisti a 15(2)
- Marcos Ayerza, ex rugbista a 15 argentino (Buenos Aires, n. 1983)
- Marcos Kremer, rugbista a 15 argentino (Concordia, n. 1997)

## Schermidori(1)
- Marcos Peña, schermidore portoricano (n. 1979)

## Scrittori(3)
- Marcos Aguinis, scrittore argentino (Cruz del Eje, n. 1935)
- Marcos Chicot, scrittore, economista e psicologo spagnolo (Madrid, n. 1971)
- Marcos Giralt Torrente, scrittore spagnolo (Madrid, n. 1968)

## Tennisti(5)
- Marcos Baghdatis, ex tennista e allenatore di tennis cipriota (Limassol, n. 1985)
- Marcos Daniel, ex tennista brasiliano (Passo Fundo, n. 1978)
- Marcos Giron, tennista statunitense (Thousand Oaks, n. 1993)
- Marcos Górriz, ex tennista spagnolo (Barcellona, n. 1964)
- Marcos Hocevar, ex tennista brasiliano (Ijuí, n. 1955)

## Vescovi cattolici(2)
- Marcos Rama, vescovo cattolico e teologo spagnolo (Alcalá de Henares, n. 1649 - Crotone, † 1709)
- Marcos de Torres y Rueda, vescovo cattolico spagnolo (Almazán, n. 1591 - Città del Messico, † 1649)

## Zoologi(1)
- Marcos Jiménez de la Espada, zoologo, esploratore e storico spagnolo (Cartagena, n. 1831 - Madrid, † 1898)